# Soosiulus umaritubanus
Soosiulus umaritubanus är en insektsart som beskrevs av Young 1977. Soosiulus umaritubanus ingår i släktet Soosiulus och familjen dvärgstritar. Inga underarter finns listade i Catalogue of Life.